# Wappen des Jemen

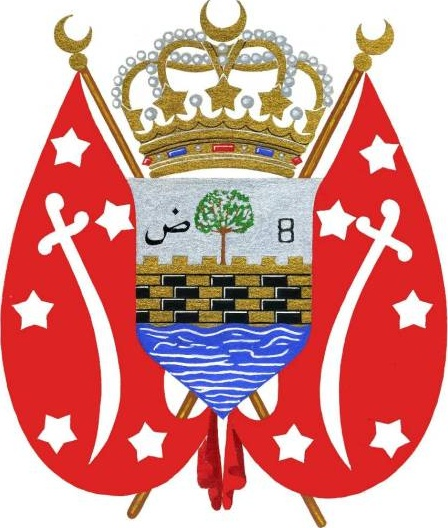
Königreich Jemen 1927–1962
Südarabische Föderation 1959–1967
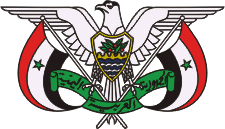
Jemenitische Arabische Republik 1962–1990
Volksrepublik Südjemen 1967–1970
Demokratische Volksrepublik Jemen 1970–1990

Das heutige Wappen der Republik Jemen wurde 1990 eingeführt. Das Staatswappen zeigt einen goldenen Adler über einem grünen Band mit dem arabischen Landesnamen al-Dschumhūriyya al-Yamaniyya / الجمهورية اليمنية. Die Brust des Adlers trägt ein Wappenschild, auf dem eine goldene Mauer mit einer Kaffeepflanze und der Staudamm von Ma'rib abgebildet ist. Rechts und links befinden sich goldene Fahnenstangen mit der Flagge des Jemen.